# Martyn Bernard
Martyn John Bernard (* 15. prosince 1984, Wakefield) je britský atlet, jehož specializací je skok do výšky.
V roce 2005 vybojoval bronz na světové letní univerziádě v tureckém İzmiru. O rok později uspěl na hrách Commonwealthu v Melbourne, kde získal za výkon 226 cm stříbrnou medaili. V roce 2007 bral bronzovou medaili na halovém ME v Birminghamu, když ve finále překonal napotřetí 229 cm. Stříbro získal Švéd Linus Thörnblad a zlato jeho krajan Stefan Holm. Na letních olympijských hrách v Pekingu 2008 se umístil na devátém místě. Sítem kvalifikace neprošel na halovém ME v Turíně 2009. V roce 2010 vybojoval bronzovou medaili na mistrovství Evropy v Barceloně.

## Osobní rekordy
- hala - (230 cm - 3. března 2007, Birmingham)
- venku - (230 cm - 29. června 2008, Eberstadt)